# شهرستان بوان
شهرستان بوان (به لاتین: Buan County) یک منطقهٔ مسکونی در کره جنوبی است که در جئولابوک-دو واقع شده‌است. شهرستان بوان ۴۹۳٫۵۴ کیلومتر مربع مساحت و ۵۸٬۸۶۹ نفر جمعیت دارد.